# Епархия Теано-Кальви
Епархия Теано-Кальви (лат. Dioecesis Theanensis-Calvensis, итал. Diocesi di Teano-Calvi) — епархия Римско-католической церкви, в составе митрополии Неаполя, входящей в церковную область Кампании.

## История
Уже в V веке христианство появилось в муниципии Теано.